# Everardus Alemannus
Everardus Alemannus (auch Eberhardus Bremensis, Eberhard der Deutsche, Eberhard von Bremen, Eberhardus Teutonicus, Everardo di Germania, Eberhardus Alemannus, Everardus Teutonicus, Evrard l’Allemand) war ein deutscher Kleriker, Lehrer, Grammatiker, Rhetor, Magister, Schulmeister und Dichter der ersten Hälfte des 13. Jahrhunderts.
Um 1250 lehrte Everardus vermutlich als rector scolarium (Schulmeister) an der Domschule in Bremen. Der Scholastiker studierte in Paris und Orléans und ist bekannt als Verfasser des Laborintus (auch Laborinthus), eines etwa tausend Verslehren (meist Distichen) umfassenden Lehrgedichtes über die Technik der Poetik. Der Titel ist ein Kunstwort aus labyrinthus (‚Labyrinth‘) und labor (‚Arbeit‘). Das Werk wurde im späten Mittelalter oft gelesen. Die Schaffenszeit ist zwischen 1212 und 1280 anzusiedeln.

## Werke
- Laborint(h)us de miseriis rectorum scholarum.
- Edmond Faral: Les arts poétiques du XIIe et XIIIe siècles. Paris 1924 (mit der Ausgabe des Laborintus).